# Prey Veng
Prey Veng è una città della Cambogia, capoluogo dell'omonima provincia.